# شيفروليه فليت لاين
شيفروليه فليت لاين (بالإنجليزية: Chevrolet Fleetline)‏، هي سيارة مدنية أمريكية أنتجها شركة شيفروليه عام 1941، وتوقفت صناعتها عام 1942م، وبعد الحرب العالمية الثانية أعيد إصدار السيارة عام 1946م وانتهت إصداراتها عام 1952م.

## وصلات خارجية
- Chevrolet Fleetline on Vintage Ads